# Reinette Klever
Pour les articles homonymes, voir Klever.
Reinette Klever, née le 21 juillet 1967 à Weesp (Pays-Bas), est une femme politique néerlandaise. Membre du Parti pour la liberté (PVV), elle est sénatrice entre 2011 et 2012, députée entre 2012 et 2017 puis ministre du Commerce extérieur et de l'Aide au développement du 2 juillet 2024 au 3 juin 2025.

## Biographie
Reinette Klever étudie l'économie d'entreprise. Elle est sénatrice, siégeant pour le Parti pour la liberté (PVV) de 2011 à 2012. Elle devient ensuite députée entre 2012 et 2017, étant la porte-parole de son parti pour la santé, les affaires économiques et l'énergie,,. Elle préconise la fin des franchises d'assurance maladie et propose de financer cela en supprimant l'ensemble du budget de la coopération au développement.
Après avoir achevé son dernier mandat, Reinette Klever travaille comme employée de la société d'investissement de son mari. Elle regrette que son engagement politique passé nuise à sa carrière professionnelle.
Elle participe à la création de la radio Ongehoord Nederland (ON!). Elle intervient régulièrement dans le programme Ongehoord Nieuws. Elle critique à plusieurs reprises le système de radiodiffusion publique néerlandais,,.
En juillet 2024, Reinette Klever est nommée ministre du Commerce extérieur et de l'Aide au développement dans le cabinet Schoof. Lors de son audience de confirmation, elle est interrogée sur le partage d'une publication sur les réseaux sociaux concernant l'omvolking, faisant référence à la théorie du complot du grand remplacement. Elle refuse de se distancier de ce terme car elle ne l'a pas utilisé, et le qualifie de « description factuelle d'une tendance démographique »,. Le 3 juin 2025, elle démissionne de ses fonctions de ministre quand le PVV quitte le gouvernement.